# Manhattan (Album)
Manhattan ist ein Album von Jeffrey Lewis. Es wurde von Jeffrey Lewis und Brian Speaker produziert, von Agnello gemischt und 2015 auf Rough Trade Records veröffentlicht.
Neben Jeffrey Lewis wirkten auf dem Album auch Musiker von The Wave Pictures und der New Yorker Folk Sänger Turner Cody mit.

## Titelliste
1. Scowling Crackhead Ian
2. Thunderstorm
3. Sad Screaming Old Man
4. Back to Manhattan
5. Avenue A, Shanghai, Hollywood
6. Outta Town
7. It Only Takes a Moment
8. Support Tours
9. Have a Baby
10. Atheist Mantis
11. The Pigeon

## Rezeption
Das Rolling Stone vergab dreieinhalb von vier möglichen Sternen und bezeichnete die Songs als „sperrig-schöne Lo‑Fi-Nummern“. Musikexpress vergab drei von sechs möglichen Sternen. Intro betont, dass sich Lewis auch mit Manhattan seine DIY Attitüde erhalten habe.

## Beteiligte Musiker
- David Beauchamp – Schlagzeug
- Turner Cody – Gitarre
- Caitlin Gray – Bass, Keyboard, Gesang
- Jeffrey Lewis – Gitarre, Keyboard, Produktion
- Franic Rozycki – Bass
- Brian Speaker – Bass, Gesang, Produktion
- Heather Wagner – Schlagzeug, Tambourin, Gesang